# All (grup musical)
All és un grup estatunidenc de punk rock originari de Los Angeles tot i que establert a Fort Collins. El grup està format per tres membres de Descendents: el bateria Bill Stevenson, el baixista Karl Alvarez i el guitarrista Stephen Egerton.
L'any 2013 es va estrenar el documental Filmage: The Story of Descendents/All sobre la història del grup.

## Discografia
Àlbums d'estudi
- Allroy Sez (1988)[3]
- Allroy's Revenge (1989)
- Allroy Saves (1990)
- New Girl, Old Story (1991)
- Percolater (1992)
- Breaking Things (1993)
- Pummel (1995)
- Mass Nerder (1998)
- Problematic (2000)